# Heiko Latocha
Heiko Latocha (* 11. August 1964 in Osterweddingen) ist ein ehemaliger deutscher Radrennfahrer.

## Sportliche Laufbahn
Latocha war im Straßenradsport aktiv und Mitglied der deutschen Nationalmannschaft. Er begann in der DDR mit dem Radsport und fuhr dort Rennen im Bereich der Betriebssportgemeinschaften (BSG). 1988 gewann er Berlin–Bad Freienwalde–Berlin. 1992 siegte er im traditionsreichen Eintagesrennen Köln–Schuld–Frechen und wurde Dritter in der Sachsen-Tour. 1994 wurde er Zweiter in der Rheinland-Pfalz-Rundfahrt hinter Cédric Vasseur und Dritter in der Slowakei-Rundfahrt hinter dem Sieger Vladimír Švehlík aus Tschechien und dem Slowaken Pavol Zaduban. Zweiter wurde er im Sachsenringrennen 1993 hinter Andreas Walzer und in der Tour de Bohemia 1995.
In der Internationalen Friedensfahrt 1993, die er für die Nationalmannschaft bestritt, kam er auf den 35. Gesamtrang. In der Polen-Rundfahrt 1991 wurde er 40. In der Österreich-Rundfahrt 1996 wurde er 54., 1997 61. 1988 und 1989 fuhr er die DDR-Rundfahrt mit der Auswahlmannschaft der Betriebssportgemeinschaften (BSG) und wurde 1988 61. sowie 1989 38. in dem Etappenrennen.